# Artur Almeida
 (avril 2024).
Pour les articles homonymes, voir Almeida (homonymie).
Artur Nogueira de Almeida Neto, mieux connu comme Artur Almeida (né le 18 mai 1960 à Belo Horizonte et mort le 24 juillet 2017 à Lisbonne), était un journaliste brésilien.

## Biographie
Fils du journaliste Guy de Almeida et diplômé de l'université Pontificale Catholique du Minas Gerais, il commence sa carrière de journaliste en 1987 à TV Globo Minas, qu'il quitte en 1990 avant d'y revenir en 1992. 
Il est rédacteur en chef et présentateur de MGTV entre 1997 et 2005 et de 2009 à 2017. Entre 2005 et 2009, il exerce les mêmes fonctions à Bom Dia Minas.

## Mort
Il meurt le 24 juillet 2017, victime d'un arrêt cardiorespiratoire alors qu'il est en vacances à Lisbonne, au Portugal,,.